# Metazeichen
Metazeichen oder Funktionszeichen sind Zeichen in einer Datei oder Zeichenkette, die innerhalb eines bestimmten Kontexts nicht für sich selbst stehen, sondern ähnlich wie Steuerzeichen eine besondere Bedeutung für die Verarbeitung der Daten haben. Die jeweilige Bedeutung der Metazeichen hängt vom Programm ab, mit dem die Daten verarbeitet werden.
Häufig werden nicht-Alphanumerische Zeichen als Metazeichen gewählt. Um Metazeichen neben ihrer besonderen Bedeutung auch als reine Zeichen verwenden zu können, sind häufig Regeln zur Maskierung vorgesehen.

## Vorkommen

### Markups
- In XML sind folgende Zeichen Metazeichen: < und & (an jeder Stelle) sowie " bzw. ' bei Attributwerten.
- Beim in der Wikipedia verwendeten Wikitext hat beispielsweise die doppelte eckige Klammer, um einen Begriff – also [[Begriff]] – die Funktion, den Begriff auf eine andere Seite innerhalb der Wikipedia zu verlinken. Die Klammern werden nicht im fertigen Text angezeigt, sondern machen sich nur dadurch bemerkbar, dass der betreffende Begriff verlinkt ist.

### Programmiersprachen
Innerhalb einer Programmiersprache sind Metazeichen die für Operatoren und Separatoren verwendeten Zeichen. In C und an C angelehnte Programmiersprachen wie z. B. C++, Java, PHP, Perl, Tcl, Python, Ruby, C# sind z. B. meist die Zeichen ! " % & / ( ) = ? { [ ] } \ + * ~ < > | , ; . : - ^ und ' als Metazeichen definiert.

### Reguläre Ausdrücke
In einem regulären Ausdruck sind Metazeichen die Zeichen, die nicht für sich selbst stehen, sondern eine besondere Bedeutung als Anker, Zeichenklasse, Quantifizierer oder ähnliches haben. In den meisten Implementierungen für reguläre Ausdrücke sind folgende Zeichen Metazeichen:
- ^ (Anker für Anfang [Zeile oder String])
- $ (Anker für Ende [Zeile oder String])
- ? + * { } (Quantifikatoren oder Wiederholungsfaktoren)
- \ (Wandeln des Meta-Status eines Zeichens [ein Metazeichen verliert seine spezielle Bedeutung bzw. ein Nicht-Metazeichen erhält eine spezielle Bedeutung])
- . [ ] (Zeichenklassen)
- & (Rückreferenz)
- ( ) (Gruppierung)
- | Alternative

### Weitere
- Beim Importieren einer CSV-Datei in ein Tabellenkalkulations-Programm hat ein Zeichen (meist ,, ; oder das Tabulatorzeichen) die Funktion eines Trennzeichens, welches einzelne Elemente voneinander trennt, so dass diese Elemente in unterschiedliche Zellen der Tabelle importiert werden. Das Zeichen selbst erscheint dabei nicht in der fertigen Tabelle.
- Beim EDIFACT wird dem EDI-Programm (im optionalen UNA-Segment) mitgeteilt, welche Zeichen für diese Datei die Funktion Datenelement-Trenner, Segment-Trenner, Maskierungszeichen und Elementgruppen-Trenner haben. Für einen Texteditor haben diese Zeichen dagegen keinerlei Funktion.